# یاکوب ابوت
یاکوب ابوت (به انگلیسی: Jacob Abbott) (زاده ۱۴ نوامبر ۱۸۰۳ - درگذشته ۳۱ اکتبر ۱۸۷۹) نویسنده‌ی آمریکایی بود. او به دلیل نگارش کتاب‌های آموزشی و مذهبی برای کودکان مشهور است. اولین کتاب وی «مسیحی جوان» (۱۸۳۲) نام داشت. ابوت پس از آن، ۲۰۰ کتاب دیگر نیز نوشت.